# Delia megatricha
Delia megatricha este o specie de muște din genul Delia, familia Anthomyiidae. A fost descrisă pentru prima dată de Kertesz în anul 1901. Conform Catalogue of Life specia Delia megatricha nu are subspecii cunoscute.